# 札格羅斯山脈
札格羅斯山脈（Zagros Mountains，羅馬化：Kuhehai-ye Zagres，羅馬化：Çiyayên Zagros），是一條跨越伊朗、伊拉克、和土耳其東南部的綿長山脈，總長度1,600公里（990英里）。扎格羅斯山脈始於伊朗西北部，大致沿伊朗西部邊界，同時覆蓋土耳其東南部和伊拉克東北部的大部分邊界。山脈從與伊拉克交界地區開始，大致順著伊朗沿波斯灣的海岸延伸。這座山系跨越的範圍包括整個伊朗高原的西部和西南部，直到霍爾木茲海峽。最高峰落在山脈的支系德納山，高度為4,409公尺（14,465英尺）。

## 地質
扎格羅斯山脈褶皺逆衝斷層帶是由兩個地質板塊-歐亞板塊和阿拉伯板塊碰撞而形成。主要發生在中新世時期（大約25-5百萬年前），並將從古生代（541–242百萬年前）到新生代（66百萬年前到現在）沉積的全部岩石折疊到阿拉伯板塊的前緣。而在白堊紀（145-66百萬年前）的特提斯洋地殼的逆衝，和始新世（56-34百萬年前）的陸弧碰撞都對山系東北部的隆起有重大影響。

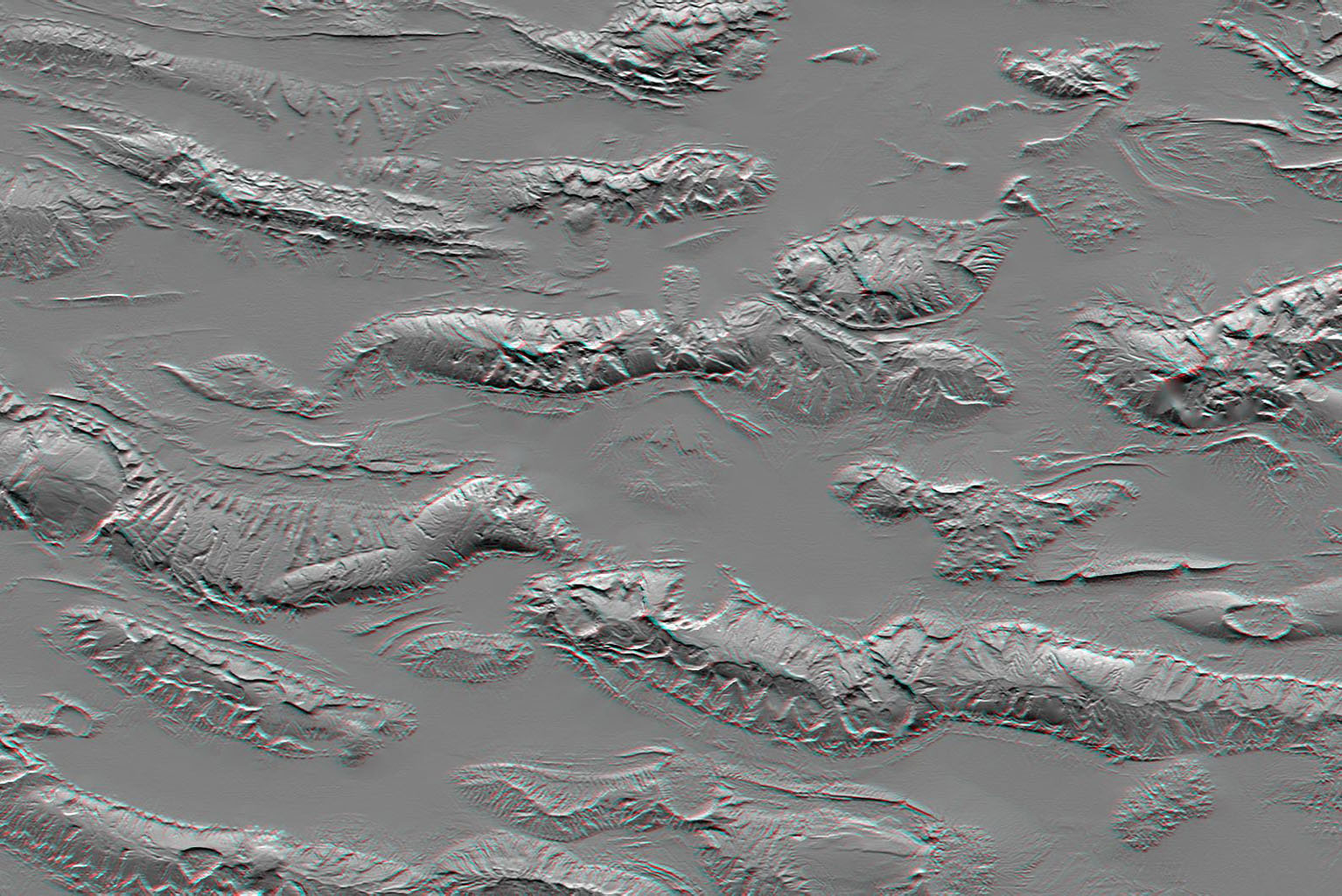
由太空梭雷達地形任務所產生的扎格羅斯山脈數值地形模型圖

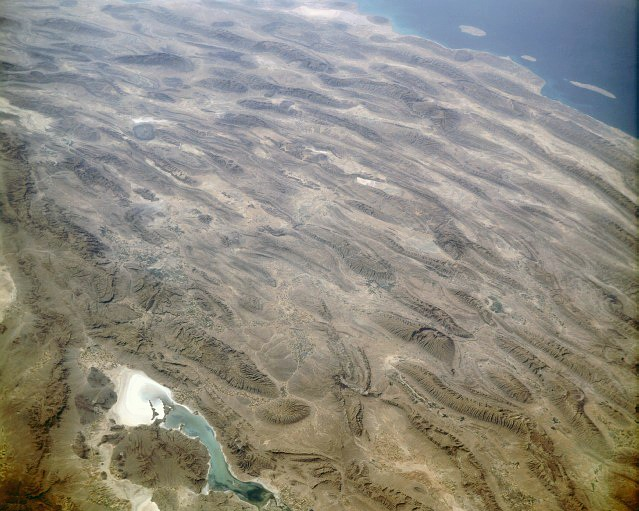
從太空上所見的札格羅斯山脈（1992年9月）

這種碰撞過程一直持續到現在，隨著阿拉伯板塊推向歐亞板塊，扎格羅斯山脈和伊朗高原變得越來越高。伊朗最近進行的全球定位系統（GPS）測量，結果顯示碰撞仍很活躍，同時所產生的形變，在伊朗的分佈並不均勻，主要是集中在厄爾布爾士山脈和扎格羅斯山脈這兩座主要山脈帶上。對覆蓋伊朗境內扎格羅斯山脈地區所做相對密集的全球定位系統勘察，也證明山脈內部的變形率很高。勘察結果顯示，扎格羅斯東南部的當前縮短率約為10公厘/年（0.39英寸/年），而在西北部則降至5公厘/年（0.20英寸/年）。在卡澤倫南北走向的斷層，把扎格羅斯地區劃分為兩個不同的變形區。勘察結果還顯示出沿著山脈帶的不同縮短方向，東南部的正常縮短，和西北部的傾斜式縮短。
扎格羅斯山脈地區東南部的沉積物覆蓋層，在岩鹽層上方變形（源於基底摩擦力，而發生的延展性滑脫作用），而在西北部，因為沒有岩鹽層，或鹽層非常薄。這種不同的基底摩擦力在某種程度上導致位於卡澤倫斷層兩側有不同地形。扎格羅斯山脈西北部是較高的地形，和較窄的變形區，而在東南部，變形區域分佈相當寬廣，而高度較低。碰撞在地殼中引起的應力，導致先前即存在的層狀沉積岩大量折疊。隨後的侵蝕作用把較軟的岩石，例如泥岩（由固結泥形成的岩石）和粉砂岩（顆粒稍粗的泥岩）去除，而留下較硬的岩石，例如石灰岩（富含鈣的岩石，由海洋生物的殘餘物組成）和白雲岩（類似石灰岩，富含鈣和鎂）。這種不同的侵蝕方式，形成扎格羅斯山脈的線性山脊。
岩石的沉積環境和構造歷史有利於石油的形成和封鎖，扎格羅斯山脈地區是重要的產油區。鹽丘和鹽冰川是扎格羅斯山脈的常見特徵。鹽丘是石油勘探的重要目標，因為這些不可滲透的鹽層經常將石油困在其他岩層下面。該地區也有很多水溶性石膏。

### 岩石類型和年齡

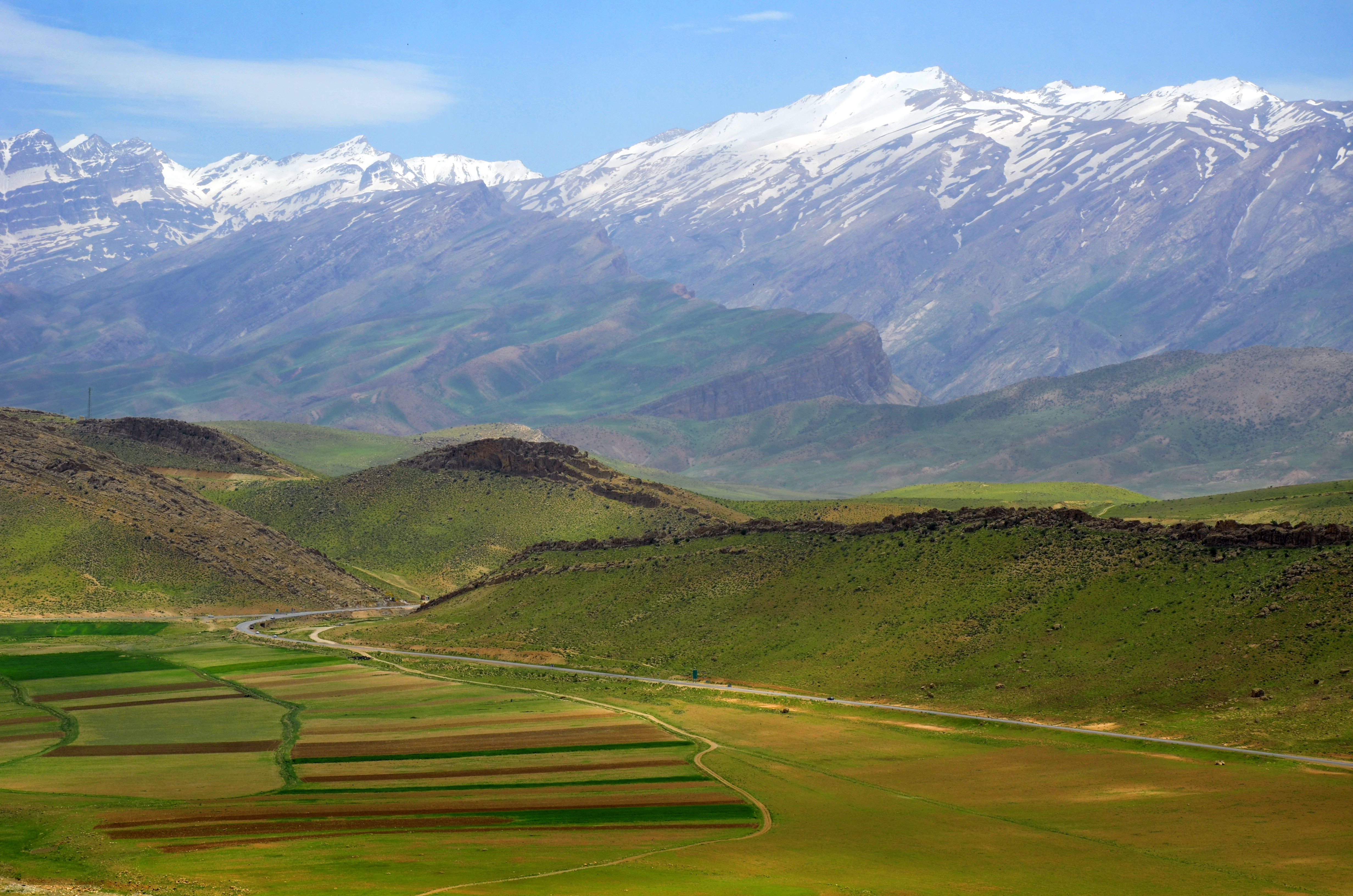
德納山上冰河

這個山脈完全源自沉積層，主要由石灰石所構成。在隆升的山脈，或更高的山脈中，古生代岩石主要分佈在山脈，沿著主斷層兩側的上部和山峰更高層的部分。在該斷層的兩側，有中生代岩石，是三疊紀 (252–201百萬年前)和侏羅紀(201–145百萬年前)岩石的組合，這些都被白堊紀岩石包圍。褶皺的扎格羅斯山脈（隆升的扎格羅斯山脈以南，幾乎與主要斷層平行）是由第三紀岩石所形成，古近紀(23–2.6百萬年前) 岩石位於白堊紀岩石的南部，新近紀岩石則位於古近紀岩石的南部。山脈分成許多平行的子山脈（寬達10或250公里（6.2或155.3英里）），與阿爾卑斯山的造山運動時期相同。
伊朗的主要的石油蘊藏位於山脈西部的中央山麓地區。法爾斯省南部山脈的山峰高度較低，有4,000米（2.5英里）。那兒有一些石灰石，石灰石中存有豐富的海洋化石。

## 歷史

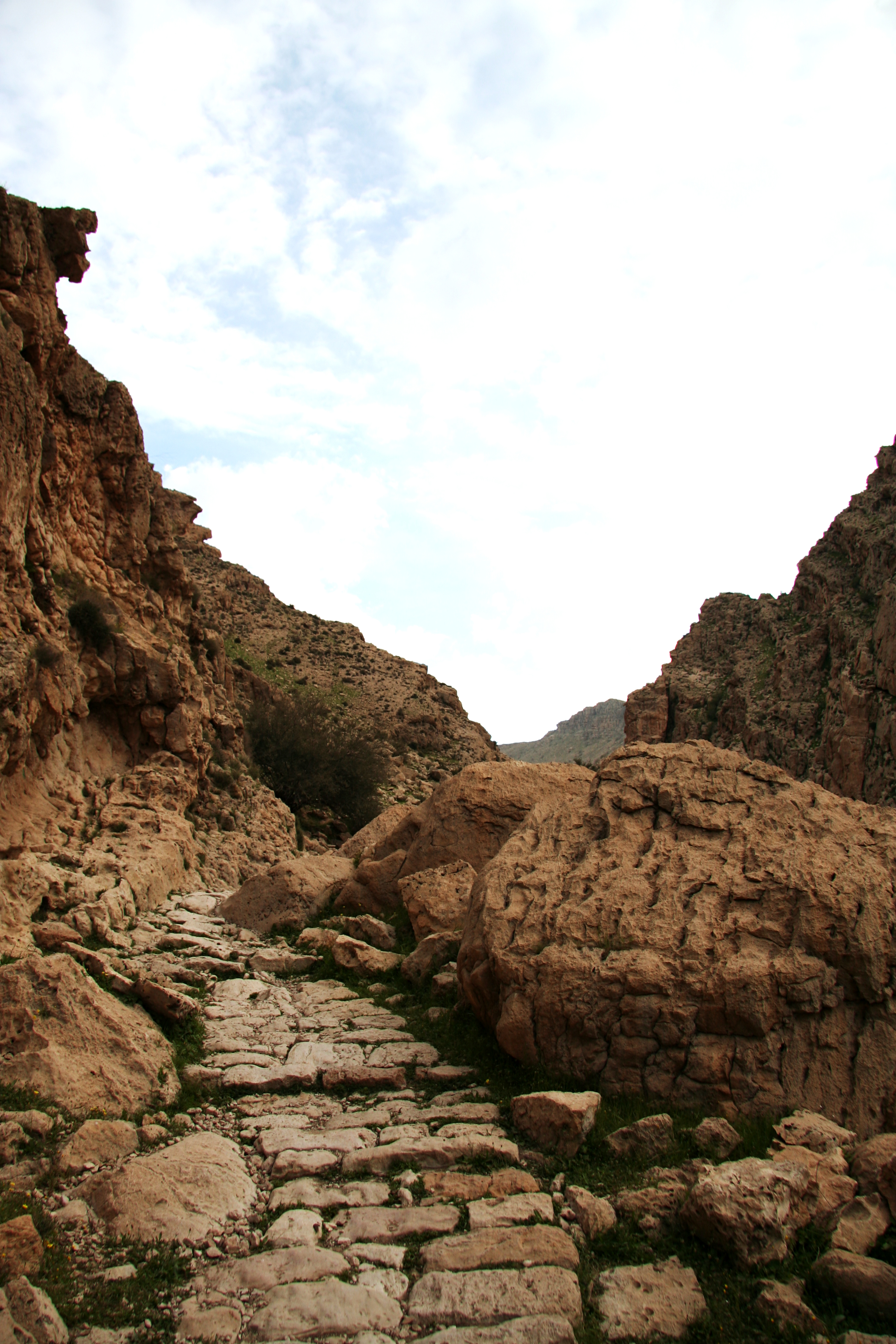
扎格羅斯山區的貝赫貝漢，古老的鵝卵石小徑

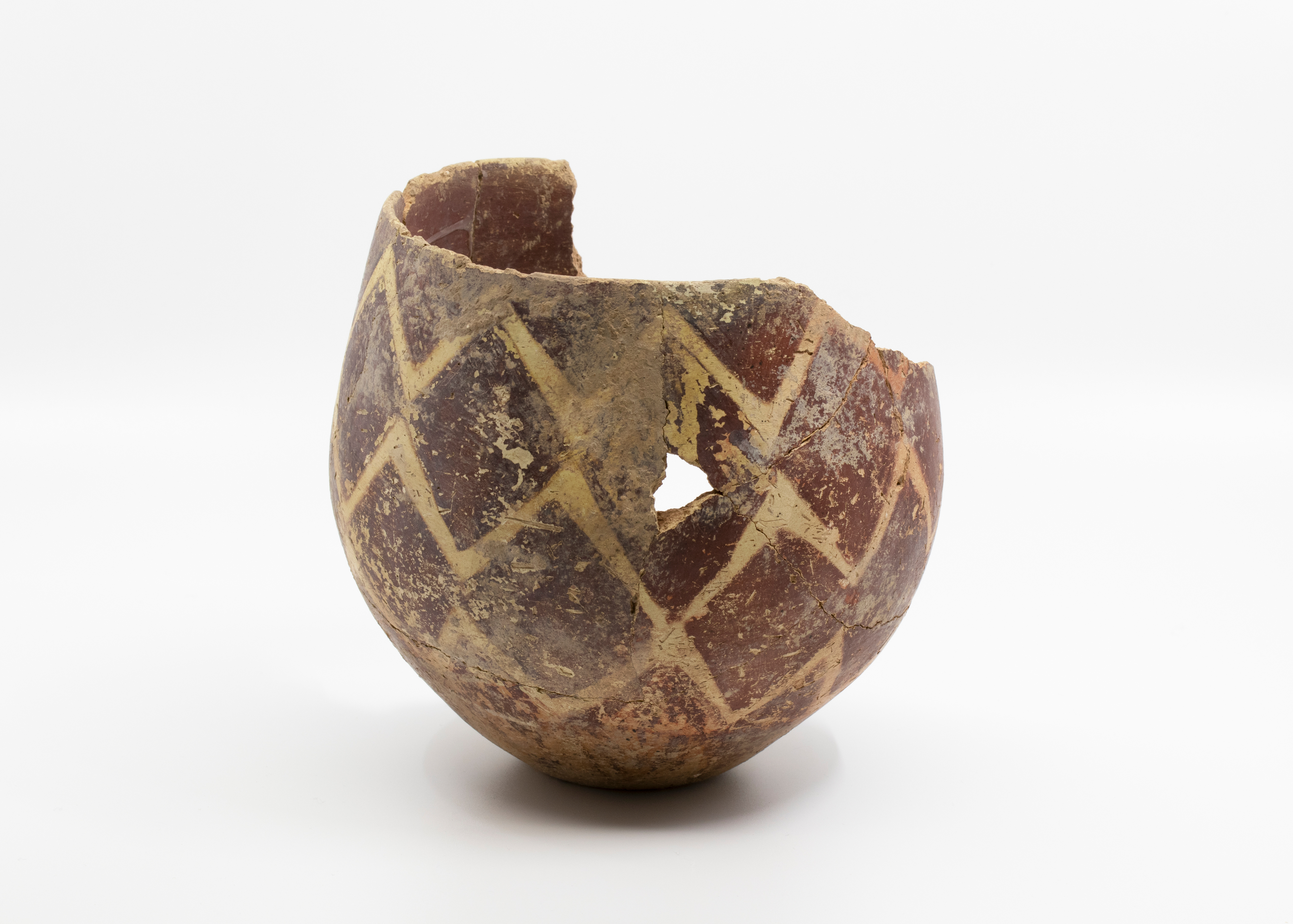
扎格羅山區發掘出的達爾瑪文化陶土器皿

自舊石器時代初期以來，扎格羅斯山脈就有早期人類居住。在山脈發現的最早人類化石屬於尼安德塔人，在三個洞穴-薩尼達洞穴、比西屯洞穴、還有維茲梅洞穴中發現。在薩尼達洞穴中所發現的10個遺骸，年代可追溯到大約65,000-35,000年前。這個洞穴內還有後來的兩座“陶器前新石器時代”的墓地，其中一座可追溯到10,600年前，埋葬有35人。其他舊石器時代晚期，及其後期的石器時代證據則在其他多處洞穴中發現。

在山脈的山麓可發現早期農業的跡象，時間可追溯到公元前9,000年。一些人類定居點後來發展成為城市，而被稱為安善和蘇薩。耶莫是山脈地區的一個史前考古遺址。在山區發現有最早葡萄酒生產的證據。在兩處考古遺跡Hajji Firuz Tepe和Godin Tepe（定居點）都有公元前3500至5400年間儲存葡萄酒的證據。
在古代早期，扎格羅斯山脈是蘇美爾人，後來是加喜特人，庫提人，埃蘭人，和米坦尼人等人祖先的故鄉，他們會週期性入侵在美索不達米亞的蘇美爾以及/或者阿卡德帝國的城市。這些山脈在伊拉克的美索不達米亞平原和伊朗高原之間形成地理障礙。在沿著小扎卜河邊的鐵爾·顯薩拉發現有個小型泥板文字檔案儲存地，這些檔案把在公元前二千年初期，這些部族間的複雜互動情況有詳細的描述。

## 氣候
這個山脈包含多個生態系統。其中最突出的是半乾旱氣候的森林，和森林草原地區。根據世界自然基金會的定義並在其Wildfinder資料庫中使用，山脈的中度和高山區的特定生態區是扎格羅斯山脈森林草原（PA0446）。年降水量範圍為400-800公厘（16-31英寸），並且大部分在冬季和春季降下。冬天嚴酷，低溫通常低於攝氏-25度（華氏−13度）。該地區呈現典型地中海式氣候的大陸性變化，有下雪的冬天、溫和多雨的春天、然後是乾燥的夏天和秋天。
| 阿馬迪耶區, 伊拉克 | 阿馬迪耶區, 伊拉克 | 阿馬迪耶區, 伊拉克 | 阿馬迪耶區, 伊拉克 | 阿馬迪耶區, 伊拉克 | 阿馬迪耶區, 伊拉克 | 阿馬迪耶區, 伊拉克 | 阿馬迪耶區, 伊拉克 | 阿馬迪耶區, 伊拉克 | 阿馬迪耶區, 伊拉克 | 阿馬迪耶區, 伊拉克 | 阿馬迪耶區, 伊拉克 | 阿馬迪耶區, 伊拉克 | 阿馬迪耶區, 伊拉克 |
| 月份               | 1月                | 2月                | 3月                | 4月                | 5月                | 6月                | 7月                | 8月                | 9月                | 10月               | 11月               | 12月               | 全年               |
| ------------------ | ------------------ | ------------------ | ------------------ | ------------------ | ------------------ | ------------------ | ------------------ | ------------------ | ------------------ | ------------------ | ------------------ | ------------------ | ------------------ |
| 平均高温 °C（°F）  | −0.2 (31.6)        | 1.4 (34.5)         | 6.4 (43.5)         | 12.2 (54.0)        | 19.3 (66.7)        | 24.8 (76.6)        | 29.7 (85.5)        | 29.6 (85.3)        | 25.6 (78.1)        | 17.7 (63.9)        | 9.7 (49.5)         | 2.7 (36.9)         | 14.9 (58.8)        |
| 平均低温 °C（°F）  | −8.0 (17.6)        | −6.8 (19.8)        | −2.0 (28.4)        | 3.5 (38.3)         | 8.8 (47.8)         | 13.0 (55.4)        | 17.3 (63.1)        | 16.9 (62.4)        | 13.0 (55.4)        | 7.2 (45.0)         | 2.1 (35.8)         | −4.3 (24.3)        | 5.1 (41.1)         |
| 来源：             |                    |                    |                    |                    |                    |                    |                    |                    |                    |                    |                    |                    |                    |

### 冰河形成
扎格羅斯山脈東部的三個山峰，庫伊賈帕爾山（Kuh-i-Jupar，4,135公尺（13,566英尺）），庫伊拉萊薩爾山（Kuh-i-Lalezar，4,374公尺（14,350英尺））和庫伊赫扎爾山（Kuh-i-Hezar，4,469公尺（14,662英尺）），目前都沒有冰河。只有在扎德·庫山和德納山，仍有一些冰河存在。但是，在上個冰期之前的冰期，它們的冰河厚度超過1,900公尺（1.2英里），而在上個冰期期間，它們的冰河厚度則超過2,160公尺（7,090英尺）。有證據顯示曾有一條20公里（12英里）寬的冰川沿著一條17公里（11英里）長的山谷往下，沿庫伊賈帕爾山北側，落差達到約1,600公尺（5,200英尺），冰河厚度為350–550公尺（1,150–1,800英尺）。在與當前氣候記錄可比的降水條件下，可預期形成這種冰河的所在，年平均溫度應在攝氏10.5至11.2度（華氏50.9至52.2度）之間，但由於冰河形成當時的氣候條件屬於乾燥，那個時期的溫度應該會較低 。

## 植物和動物
目前扎格羅斯山脈地區因過度放牧和森林砍伐而退化，但這裡仍然擁有豐富而複雜的植物。仍然可找到原始分佈的以橡樹為主的林地的殘餘，還有像公園一樣，種植開心果/杏仁的乾草原。在整個山區都可以發現野生，包含小麥、大麥、小扁豆、杏仁、核桃、開心果、杏组、李、石榴、和葡萄，他們是當前我們熟悉的食用植物的祖先。波斯櫟（西亞原生橡樹，佔扎格羅斯山脈森林面積的50％以上）是伊朗扎格羅斯山脈最重要的樹種。
在這個山脈中還可發現種類繁多的其他花卉特有種。 
扎格羅斯山脈是許多受威脅或瀕臨滅絕動物的家園，包括扎格羅斯老鼠形倉鼠（Calomyscus bailwardi）、巴士拉蘆葦鶯（Acrocephalus griseldis）、條紋鬣狗、魯里斯坦蠑螈（Neurergus kaiseri）-這些都是伊朗扎格羅斯山脈中部脆弱的特有種。波斯黇鹿是一種曾被認為已滅絕的古老馴養動物，於20世紀後期在扎格羅斯山脈南部的胡齊斯坦省被重新發現。
19世紀末，亞洲獅 曾棲息在山脈的西南部，但現在已經滅絕。

## 宗教
傳說中遠古美索不達米亞冥界的入口處是在紮格羅斯山脈的遙遠東部。通過大門循樓梯而下。冥界所在之處，比地底深埋淡水的阿勃祖還要深。

## 相片集錦

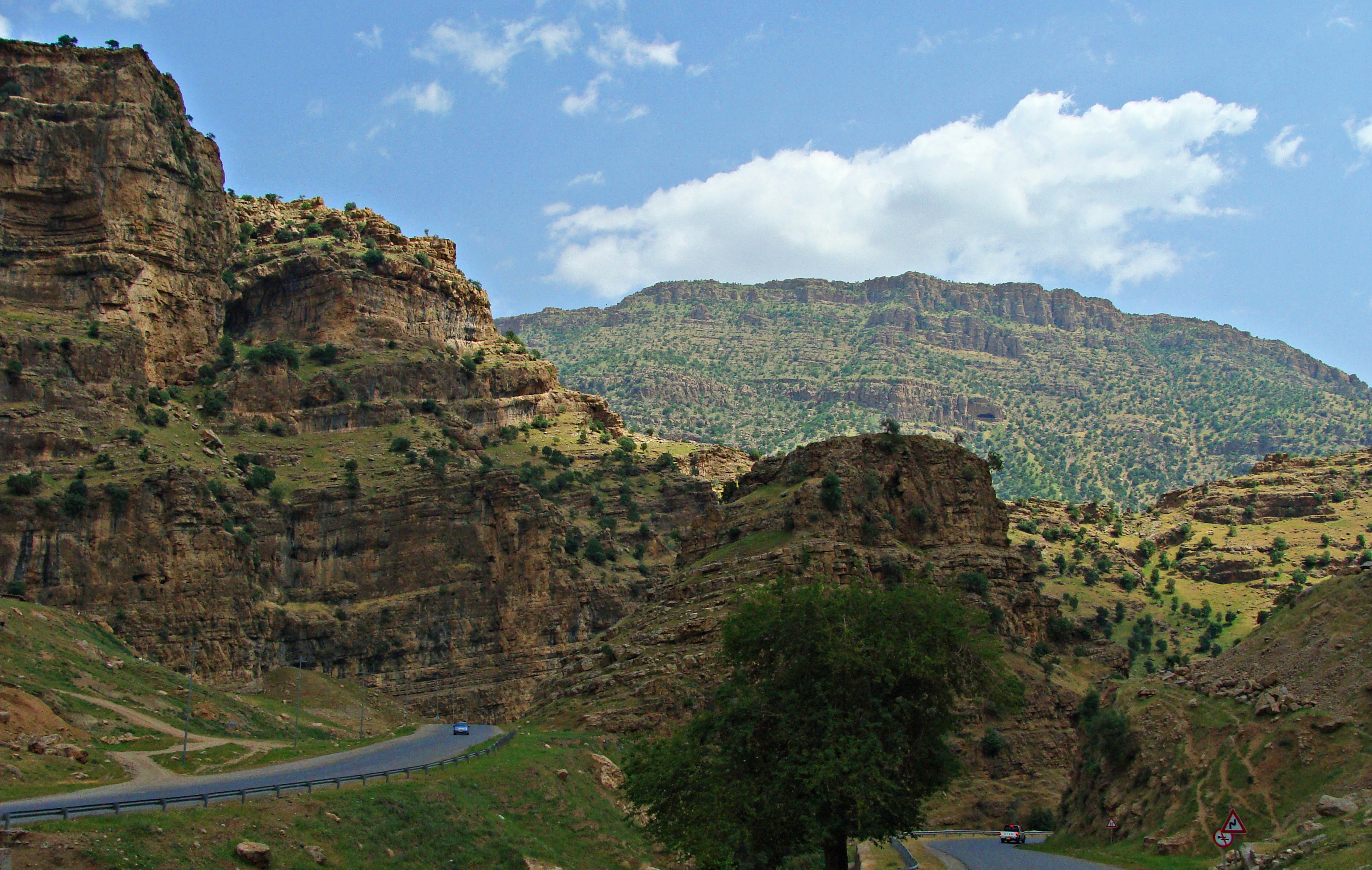
伊拉克庫德斯坦自治區，一條通往扎格羅斯山區的道路
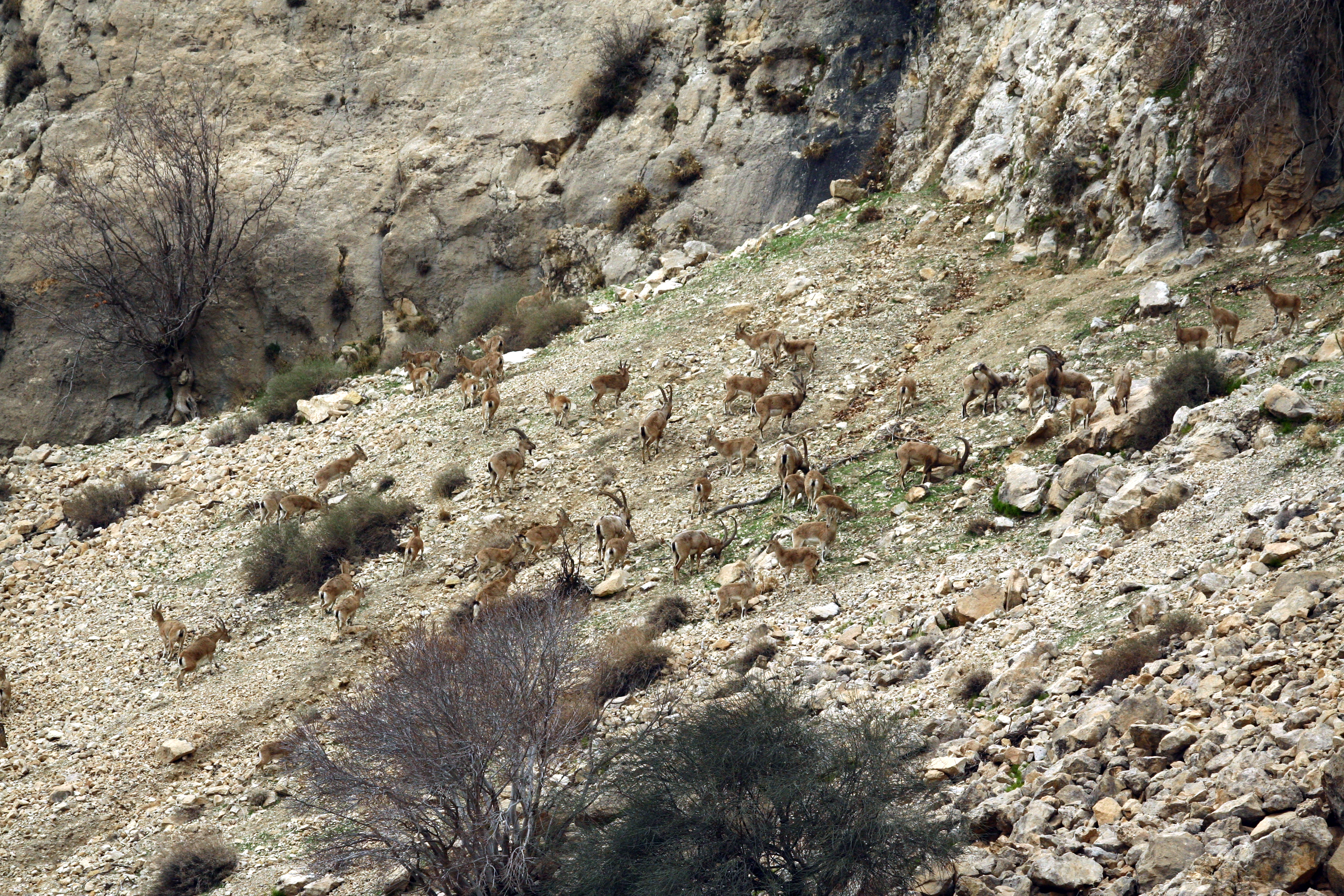
在扎格羅斯山區貝赫貝漢的野山羊群
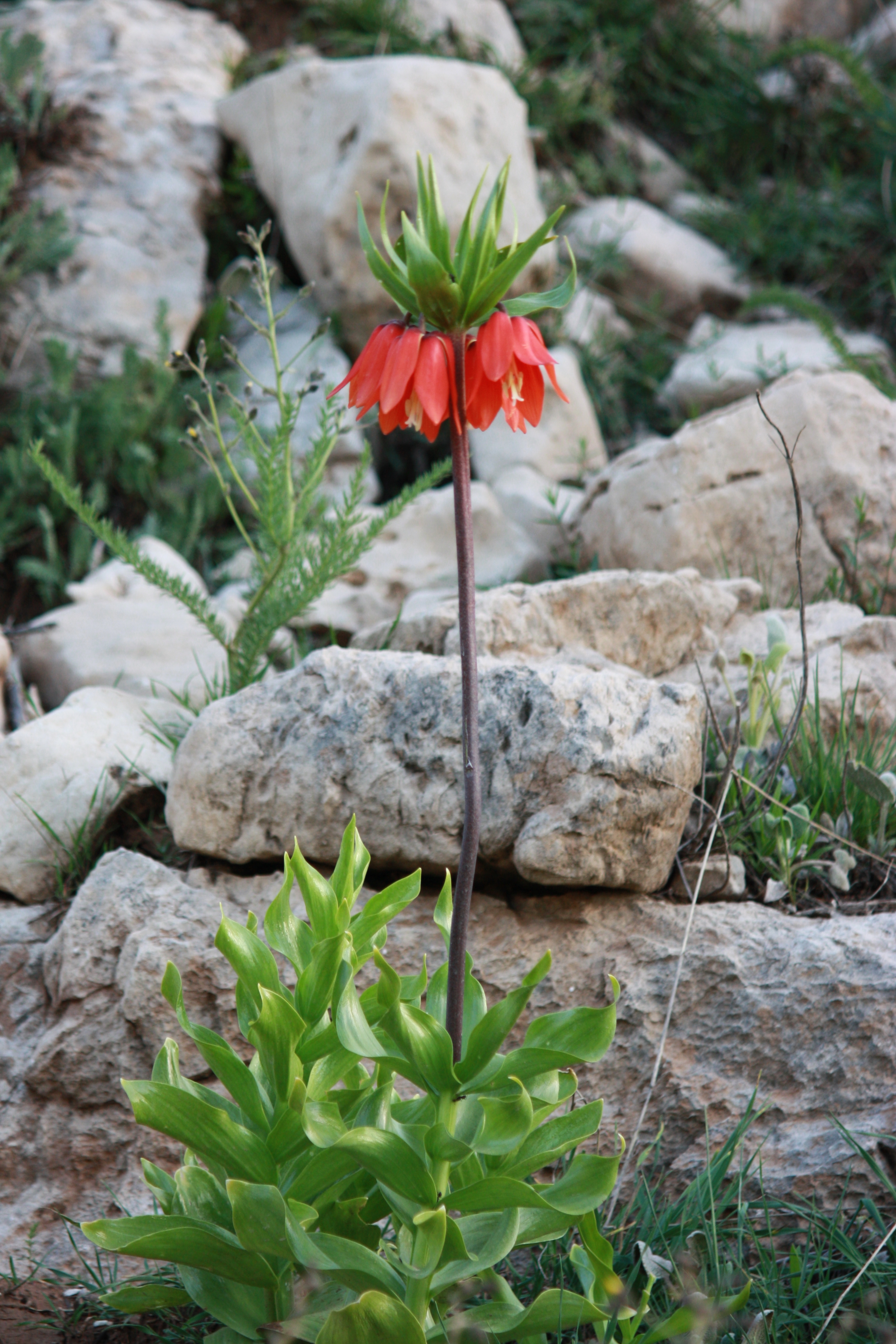
德納山上的花卉-花貝母
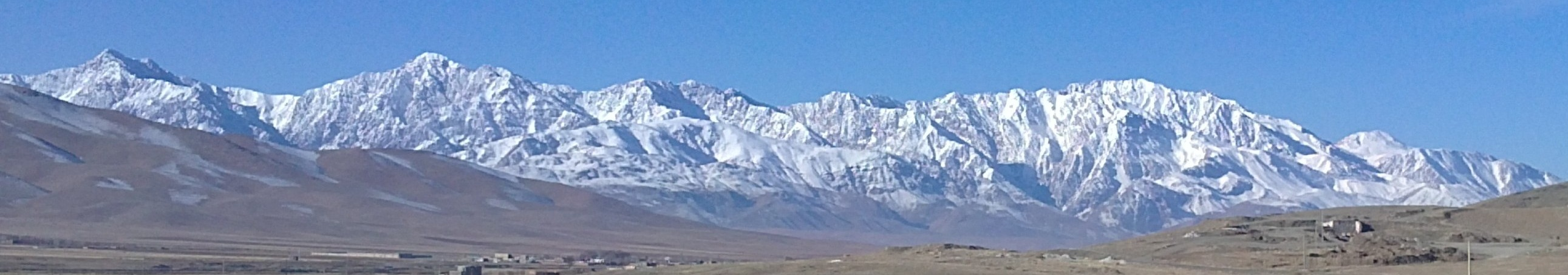
伊朗洛雷斯坦省，屬於扎格羅斯山系的奧許托倫庫山（英语：Oshtorankuh）

## 外部連結
- Zagros, Photos from Iran, Livius （页面存档备份，存于）.
- The genus Dionysia （页面存档备份，存于）
- Iran, Timeline of Art History （页面存档备份，存于）
- Mesopotamia 9000–500 B.C.
- Major Peaks of the Zagros Mountains （页面存档备份，存于）